# Obaga de Sacoberta
L'Obaga de Sacoberta és una obaga del terme municipal de Conca de Dalt, a l'antic terme d'Hortoneda de la Conca, al Pallars Jussà, en territori que havia estat de l'antic poble de Perauba. És un dels multiples topònims que ha mantingut l'accent salat.
Es troba a llevant d'Hortoneda, a molta distància, a l'esquerra de la llau de la Solana de Palles, a migdia de la Solana de Palles i al sud-oest del Pletiu de la Solana de Palles.